# Osiecko (województwo lubuskie)
Osiecko (niem. Oscht) – wieś w Polsce położona w województwie lubuskim, w powiecie międzyrzeckim, w gminie Bledzew.

## Położenie
Wieś leży ok. 7 km na zachód od Bledzewa, przy lokalnej drodze z Lubniewic do Sokolej Dąbrowy. W latach 1975–1998 miejscowość położona była w województwie gorzowskim.

## Nazwa
Miejscowość wymieniona w 1312 po łacinie jako Magnum Oszez (Wielkie Osiecko), 1316 Ochos, 1360 Magnum Ossek, 1370 Magnum Ossecz, 1385 Oschitz, 1400 Magnum Osszeczsko, 1423 Ossyeczno, 1495 Osszyeth, 1501 Ossyeczsko, 1508 Ossziczko, 1509 Ossiczko, 1510 Ossyeczsko, 1563 Ossieczko, 1565 Oszieczko, 1589 Osieczko .

## Historia

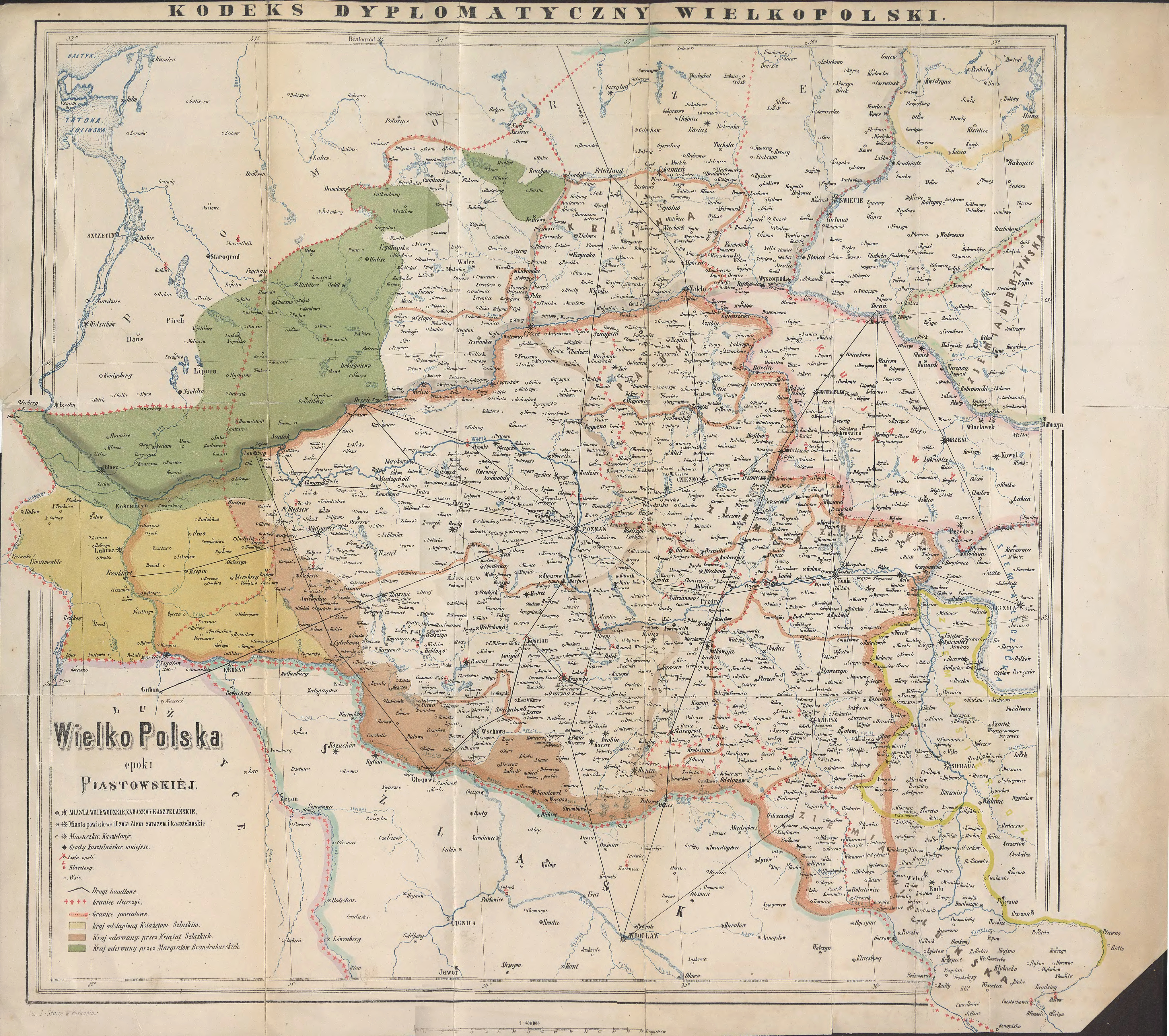
Osiecko na historycznej mapie Wielkopolski sporządzonej w 1888 roku według danych zaczerpniętych z Kodeksu dyplomatycznego.

Miejscowość historycznie leżała na terenie Wielkopolski co potwierdzają dokumenty zebrane w Kodeksie dyplomatycznym. Wieś istniała co najmniej od XIII wieku i przed 1312 rokiem nazywała się Wielkie Osiecko. Po raz pierwszy wymienione zostało w łacińskim dokumencie jako Magnum Oszez.
W 1316 margrabiowie brandenburscy sprzedali Arnoldowi de Uchtanhagen Międzrzecz wraz z przyległościami z wyjątkiem Skwierzyny i Osiecka. W 1360 roku Osiecko stanowiło własność klasztoru cystersów w Zemsku. Od ostatecznego ustalenia się granicy między Wielkopolską, a Brandenburgią w XIV w. wieś stanowiła aż po rok 1793 jedną z najbardziej na zachód wysuniętych miejscowości Królestwa Polskiego, a następnie całej Rzeczypospolitej Obojga Narodów.
W okresie I RP była wsią duchowną, własnością opata bledzewskiego i położona była w 1580 roku w powiecie poznańskim województwa poznańskiego. W 1704 roku powstał tu folwark, a w XIX w. wzniesiono dwór.
Wskutek II rozbioru Polski w 1793 r., miejscowość przeszła pod władanie Prus i jak cała Wielkopolska znalazła się w zaborze pruskim. W okresie Wielkiego Księstwa Poznańskiego (1815–1848) miejscowość należała do wsi większych w ówczesnym pruskim powiecie Międzyrzecz w rejencji poznańskiej. Osiecko należało do okręgu starodworskiego tego powiatu i stanowiło część majątku Nowa Wieś, którego właścicielem był wówczas F. Ksawery Alkiewicz. Według spisu urzędowego z 1837 roku wieś liczyła 354 mieszkańców, którzy zamieszkiwali 48 dymów (domostw).
Pod koniec XIX wieku jako wieś kościelną, okręg wiejski, dominium oraz folwark leżące w powiecie międzychodzkim odnotował XIX wieczny Słownik geograficzny Królestwa Polskiego. Cały okręg wiejski liczył wówczas 475 mieszkańców w tym 455 katolików i 20 protestantów mieszkających w 50 domach. Folwark dominium należał wówczas do R. Vollmara i liczył 198,39 hektarów w tym 160,08 ziem uprawnych, 8,78 h łąk, 5,32 pastwisk, 22,45 lasu i 1,76 wody. Na jego terenie stały 3 domy zamieszkane przez 45 mieszkańców: 13 katolików i 32 protestantów. Majątek ten przynosił dochód z gruntów w wysokości 1671 marek
W roku 1939 liczba mieszkańców wynosiła 474 osoby. W czasie drugiej wojny światowej do Osiecka przyjeżdżali Polacy do przymusowej pracy, ich liczba wynosiła około 80 osób w 1945 roku.
Od 1945 roku wieś znalazła się w granicach Polski. Od 13 stycznia 1945 r. niemieccy mieszkańcy Osiecka zaczęli uciekać na Zachód. Rano 30 stycznia 1945 r. w Osiecku pojawili się na koniach żołnierze Armii Czerwonej, którzy kazali Polakom wracać do swoich domów (na teren dawnej II Rzeczypospolitej). Na początku czerwca 1945 roku rozpoczęło się wysiedlanie Niemców za Odrę. Nie była to akcja przymusowa, w sumie zostały 3 niemieckie rodziny. 26 czerwca 1945 r. Niemcy opuścili Osiecko w zwartej grupie. Niedługo potem do Osiecka sprowadzili się przesiedleńcy z Poznańskiego i zza Buga.

## Zabytki

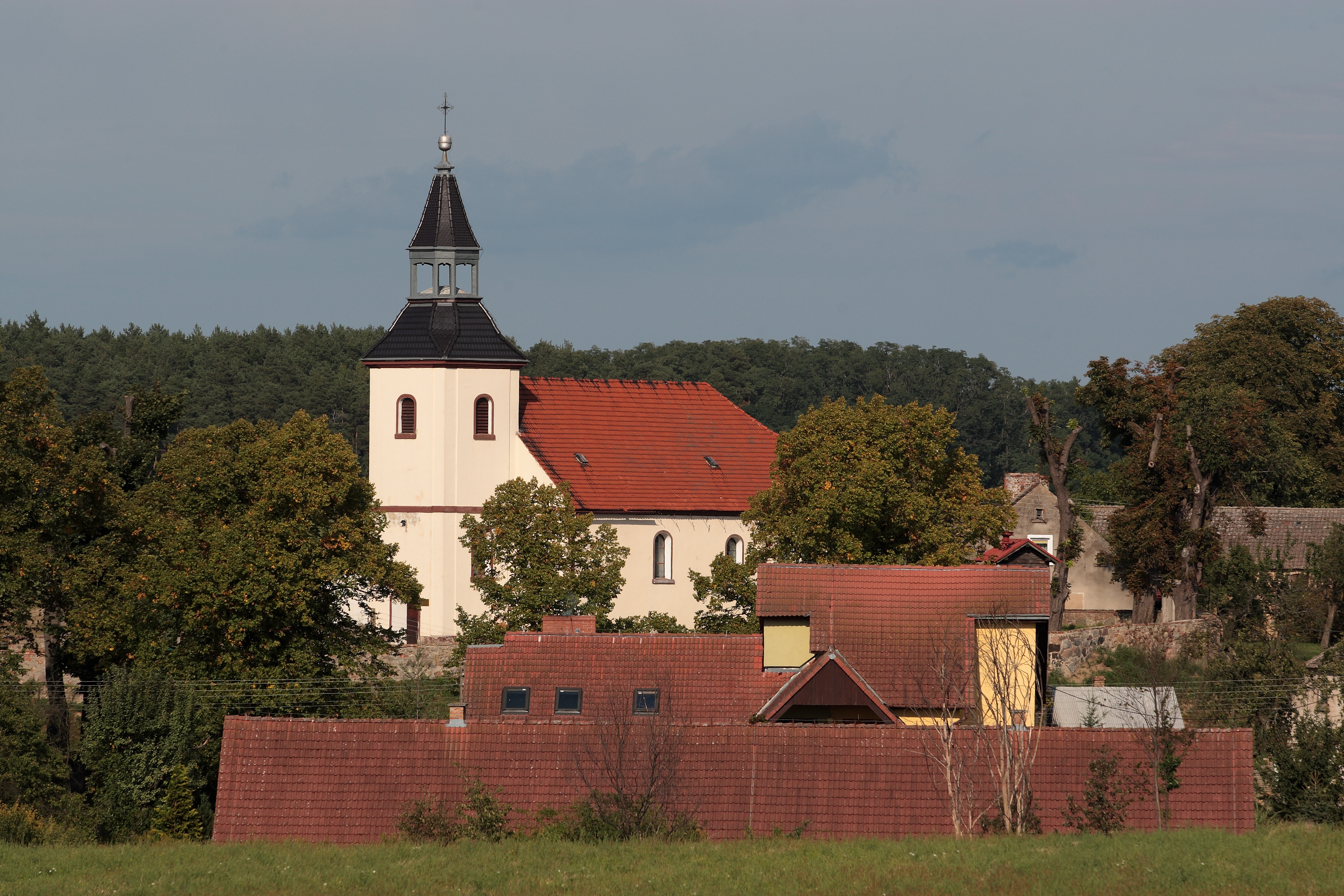
Kościół w Osiecku

Do wojewódzkiego rejestru zabytków wpisane są:
- kościół filialny pod wezwaniem św. Mikołaja, z 1380 roku, przebudowywany w XVIII i XIX wieku – dobudowano nową wieżę. Kościół należy do parafii Sokola Dąbrowa, w którym odbywają się oddzielne msze św. wyznawców kościoła rzymskokatolickiego i greckokatolickiego
- pałac – dwór, z połowy XIX wieku, z założeniem folwarcznym i parkiem, które są poza rejestrem
- dawny zajazd, z połowy XIX wieku

inne zabytki:
- zabudowa wsi z końca XIX w.
- tradycyjna kuźnia kowalska Jana Matalewskiego
- pierwotny, owalnicowy układ przestrzenny zachował się we wsi.

## Wspólnoty wyznaniowe
- Kościół greckokatolicki — parafia św. Mikołaja[11]
- Kościół rzymskokatolicki – kościół filialny św. Mikołaja, należący do parafii Wniebowzięcia Najświętszej Maryi Panny w Sokolej Dąbrowie[12]